# Cavendishia stenophylla
Cavendishia stenophylla är en ljungväxtart som beskrevs av A. C. Smith. Cavendishia stenophylla ingår i släktet Cavendishia och familjen ljungväxter. Inga underarter finns listade i Catalogue of Life.